# Wilmington, Delaware
Wilmington là thành phố lớn nhất của Delaware. Năm 2010, dân số của thành phố là 70.851. Vùng đô thị xung quanh thành phố này gồm các thành phố Philadelphia, và Camden, New Jersey có dân số năm 2006 là 5.826.742, và nếu tính cả khu vực thống kê thì dân số là 6.398.896.